# Johann Traugott Leberecht Danz
Johann Traugott Leberecht Danz (Weimar, 31 maggio 1769 – Jena, 15 maggio 1851) è stato un teologo tedesco.

## Biografia
Nel 1787 iniziò a studiare a Jena, dove ebbe come insegnanti Johann Jakob Griesbach, Johann Christoph Döderlein e Johann Gottfried Eichhorn. Nel 1791 continuò gli studi presso l'Università di Gottinga, e poi tornò a Weimar come insegnante di scuola secondaria. Nel 1809 conseguì la sua abilitazione a Jena, e nel corso dell'anno successivo diventò professore associato. Dal 1812 al 1838 fu professore di teologia presso l'Università di Jena.
Tra i suoi migliori scritti vi furono quelle di Platone (1806-9, 3 parti) e Eschilo (1805-8, 2 parti), nonché una nuova edizione della Bibliotheca patristica di Johann Georg Walch. Pubblicò anche un libro di due volumi sulla storia della chiesa (1816-26) e fu direttore del Ansichten des klassischen Alterthums di Johann Gottfried Herder (1805-6).

## Studenti noti
- Johann Gustav Stickel (1805–1896), professore di lingue orientali presso l'Università di Jena.